# Пеггау
Пеггау (нем. Peggau) — ярмарочная община (нем. Marktgemeinde) в Австрии, в федеральной земле Штирия. Входит в состав округа Грац-Умгебунг. 
Население составляет 2186 человек (на 31 декабря 2005 года). Занимает площадь 11,2 км². Официальный код  —  60632.

## Политическая ситуация
Бургомистр общины — ОАР Вернер Ройс (местный блок) по результатам выборов 2005 года.
Совет представителей общины (нем. Gemeinderat) состоит из 15 мест.
- местный список: 10 мест.
- СДПА занимает 3 места.
- АНП занимает 2 места.